# Ad-Rock

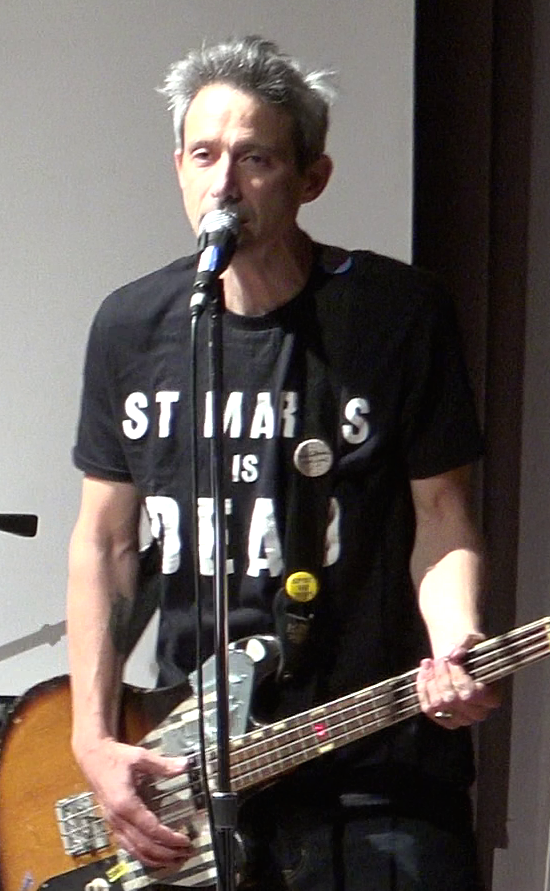
Adam Horovitz

Adam Keefe Horovitz (* 31. Oktober 1966 in South Orange, New Jersey), auch bekannt als Ad-Rock, ist ein US-amerikanischer Musiker, MC und Producer aus New York City. Er war von 1982 bis zu ihrer Auflösung 2012 Mitglied der Hip-Hop-Gruppe Beastie Boys. Er ist der Sohn des Drehbuchautors Israel Horovitz.

## Leben

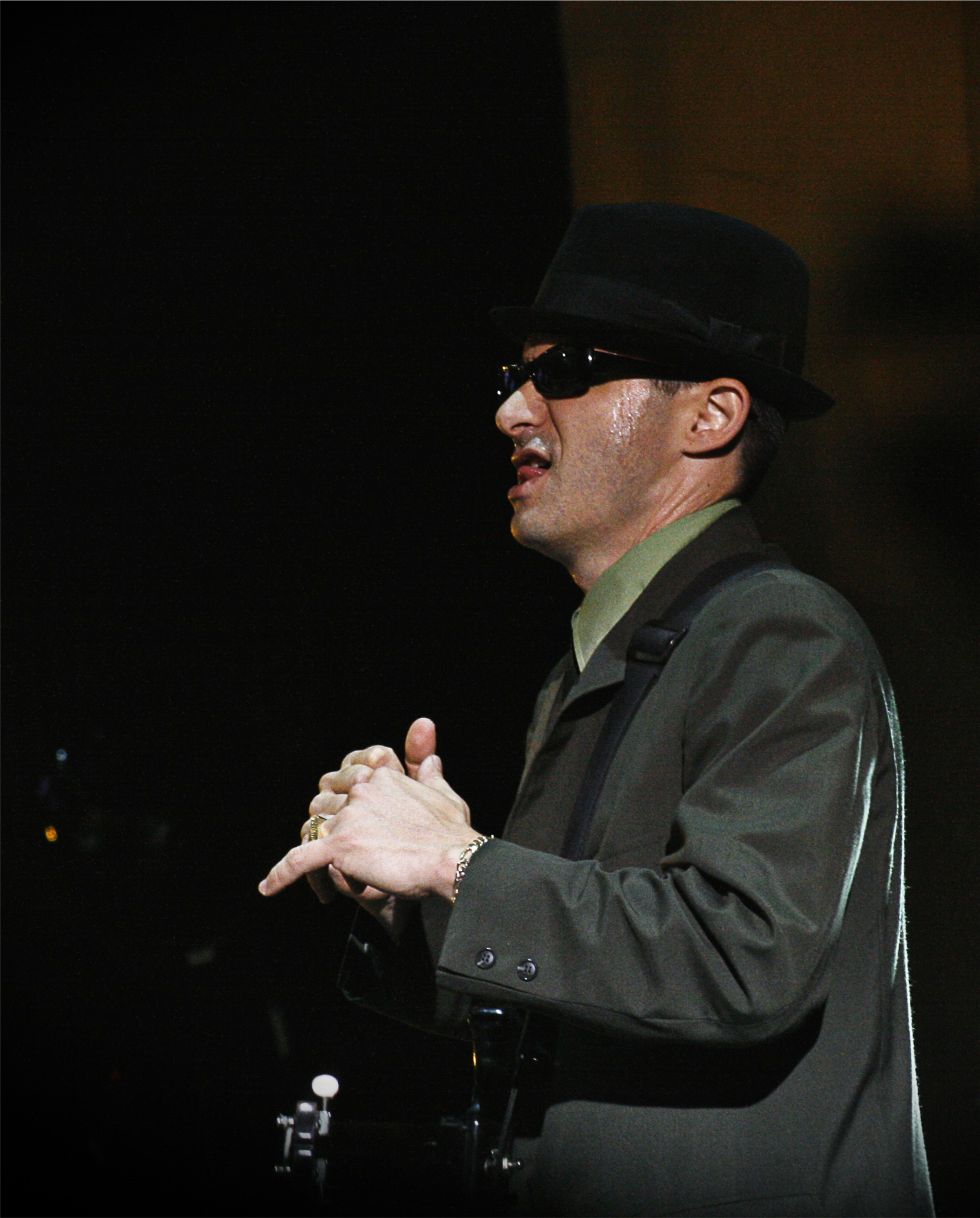
Adam Horovitz (2007)

Nach dem Ausstieg von John Berry bei den Beastie Boys wurde Adam Horovitz Mitglied der Band. Neben bisher sieben Alben mit der Band hat er auch im Jahr 2001 mit dem Seitenprojekt BS 2000 das Album Simply Mortified veröffentlicht. Außerdem war er Produzent für die japanische Hip-Hop-Band Teriyaki Boyz. Kurzzeitig hat er sich auch als Schauspieler versucht, mit Auftritten in Filmen wie Lost Angels, Roadside Prophets und A Kiss Before Dying.
Privat hatte er Beziehungen mit den Schauspielerinnen Molly Ringwald (1987–1988) und Ione Skye (1988–1999; verheiratet 1991–1999) und der Musikerin Kathleen Hanna (seit 1996; seit 2006 verheiratet).

## Diskografie
- 1986: Beastie Boys – Licensed to Ill
- 1989: Beastie Boys – Paul’s Boutique
- 1992: Beastie Boys – Check Your Head
- 1994: Beastie Boys – Ill Communication
- 1996: Beastie Boys – The In Sound from Way Out!
- 1998: Beastie Boys – Hello Nasty
- 2001: BS 2000 – Simply Mortified
- 2004: Beastie Boys – To the 5 Boroughs
- 2007: Beastie Boys – The MIX-UP
- 2011: Beastie Boys – Hot Sauce Committee Part 2